# Хорн, Фриц
Фридрих (Фриц) Хорн (нем. Friedrich (Fritz) Horn; 31 мая 1909, Horní Litvínov — неизвестно) — немецкий хоккеист на траве, полевой игрок. Бронзовый призёр летних Олимпийских игр 1928 года.

## Биография
Фриц Хорн родился в 1909 году.
Играл в хоккей на траве за «Гейдельберг».
В 1928 году вошёл в состав сборной Германии по хоккею на траве на летних Олимпийских играх в Амстердаме и завоевал бронзовую медаль. Играл в поле, провёл 2 матча, мячей не забивал.
В 1928—1932 годах провёл 5 матчей за сборную Германии.
О дальнейшей жизни данных нет.